# Langben Rises Dysse
Der Langben Rises Dysse war eine megalithische Grabanlage der jungsteinzeitlichen Nordgruppe der Trichterbecherkultur im Kirchspiel Stenløse in der dänischen Kommune Egedal. Er wurde im 19. oder frühen 20. Jahrhundert zerstört.

## Lage
Das Grab lag östlich von Stenløse und nördlich von Veksø auf einem Feld südlich des Hofs Ravnsbjerggård. In der näheren Umgebung gibt bzw. gab es zahlreiche weitere megalithische Grabanlagen.

## Forschungsgeschichte
Im Jahr 1875 führten Mitarbeiter des Dänischen Nationalmuseums eine Dokumentation der Fundstelle durch. Zu dieser Zeit war die Anlage nur noch in Resten erhalten. Bei einer weiteren Dokumentation im Jahr 1942 waren keine baulichen Überreste mehr auszumachen.

## Beschreibung

### Architektur
Die Anlage besaß eine ost-westlich orientierte längliche Hügelschüttung unbekannter Länge. Ihre Enden waren abgerundet. Die Umfassung bestand ursprünglich aus 32 Steinen, davon vier am östlichen und drei am westlichen Ende. Der mittlere Stein am Westende war der höchste.
Am Westende des Hügels befand sich eine Grabkammer, die wohl als Urdolmen anzusprechen ist. Sie bestand aus vier Wandsteinen und einem Deckstein. Zu den Maßen und der Orientierung der Kammer liegen keine Angaben vor.

### Funde
In der Kammer wurden Skelettreste und ein Keramikgefäß gefunden und an einem der Umfassungssteine Steinwerkzeuge. Der Verbleib der Funde ist unbekannt.